# Cogny (Roine)
Cogny és un municipi francès situat al departament del Roine i a la regió d'Alvèrnia-Roine-Alps. L'any 2007 tenia 990 habitants.

## Demografia

### Població
El 2007 la població de fet de Cogny era de 990 persones. Hi havia 382 famílies de les quals 93 eren unipersonals (24 homes vivint sols i 69 dones vivint soles), 122 parelles sense fills, 155 parelles amb fills i 12 famílies monoparentals amb fills.
La població ha evolucionat segons el següent gràfic:
Habitants censats

### Habitatges
El 2007 hi havia 463 habitatges, 393 eren l'habitatge principal de la família, 33 eren segones residències i 36 estaven desocupats. 412 eren cases i 51 eren apartaments. Dels 393 habitatges principals, 280 estaven ocupats pels seus propietaris, 95 estaven llogats i ocupats pels llogaters i 18 estaven cedits a títol gratuït; 11 tenien una cambra, 19 en tenien dues, 57 en tenien tres, 85 en tenien quatre i 220 en tenien cinc o més. 281 habitatges disposaven pel capbaix d'una plaça de pàrquing. A 153 habitatges hi havia un automòbil i a 207 n'hi havia dos o més.

### Piràmide de població
La piràmide de població per edats i sexe el 2009 era:
| Homes | Edats   | Dones |
| ----- | ------- | ----- |
| 0     | 95 o +  | 4     |
| 4     | 90 a 94 | 8     |
| 0     | 85 a 89 | 12    |
| 8     | 80 a 84 | 8     |
| 8     | 75 a 79 | 32    |
| 12    | 70 a 74 | 8     |
| 12    | 65 a 69 | 20    |
| 36    | 60 a 64 | 16    |
| 40    | 55 a 59 | 52    |
| 28    | 50 a 54 | 36    |
| 48    | 45 a 49 | 32    |
| 20    | 40 a 44 | 28    |
| 44    | 35 a 39 | 40    |
| 44    | 30 a 34 | 36    |
| 32    | 25 a 29 | 12    |
| 24    | 20 a 24 | 12    |
| 28    | 15 a 19 | 24    |
| 36    | 10 a 14 | 32    |
| 44    | 5 a 9   | 24    |
| 40    | 0 a 4   | 12    |

## Economia
El 2007 la població en edat de treballar era de 640 persones, 478 eren actives i 162 eren inactives. De les 478 persones actives 450 estaven ocupades (237 homes i 213 dones) i 28 estaven aturades (10 homes i 18 dones). De les 162 persones inactives 72 estaven jubilades, 57 estaven estudiant i 33 estaven classificades com a «altres inactius».

### Ingressos
El 2009 a Cogny hi havia 415 unitats fiscals que integraven 1.080 persones, la mediana anual d'ingressos fiscals per persona era de 20.808,5 €.

### Activitats econòmiques
Dels 42 establiments que hi havia el 2007, 1 era d'una empresa extractiva, 2 d'empreses de fabricació d'altres productes industrials, 10 d'empreses de construcció, 10 d'empreses de comerç i reparació d'automòbils, 1 d'una empresa de transport, 2 d'empreses d'hostatgeria i restauració, 1 d'una empresa d'informació i comunicació, 2 d'empreses immobiliàries, 9 d'empreses de serveis, 2 d'entitats de l'administració pública i 2 d'empreses classificades com a «altres activitats de serveis».
Dels 13 establiments de servei als particulars que hi havia el 2009, 2 eren paletes, 1 fusteria, 3 lampisteries, 1 electricista, 1 empresa de construcció, 1 perruqueria, 1 restaurant, 2 agències immobiliàries i 1 saló de bellesa.
Dels 2 establiments comercials que hi havia el 2009, 1 era una carnisseria i 1 una floristeria.
L'any 2000 a Cogny hi havia 55 explotacions agrícoles que ocupaven un total de 440 hectàrees.

## Equipaments sanitaris i escolars
El 2009 hi havia una escola elemental.

## Poblacions més properes
El següent diagrama mostra les poblacions més properes.